# 漆黒の光
『漆黒の光（しっこくのひかり）』は蜉蝣・the studsのボーカリストとして活動した、大佑によるソロプロジェクトであった大佑と黒の隠者達のファーストアルバム。2011年4月20日に発売された。

## 概要
2010年7月15日に死去した大佑の遺作となる作品であり、生前までレコーディングしていた曲に加え、未収録だった音源に関しては、親交のあった様々なアーティストらによってカバーされている。作詞は全て大佑、作曲・編曲は全て大佑と黒の隠者達によるものである。ジャケット写真はアルバムの制作会議にて大佑本人が提案したデザイン案が採用され、ブックレットには未公開写真が使用されている。
初回生産限定盤には「翻弄」と「嫌」のPVを収録したDVDが封入されている。

## 収録曲
1. 漆黒の光
  - インスト。
2. 嫌
  - 2ndシングル。
  - ヴォーカル：大佑
  - ギター：玲央（lynch.）、中山崇史
  - ベース：kazu（ex.蜉蝣）
  - ドラム：篤人
3. グリード
  - ヴォーカル：宮脇渉（12012）
  - ギター：結生（MERRY）
  - ベース：kazu
  - ドラム：ササブチヒロシ（カッコー）
4. ピアス
  - ヴォーカル：大佑、怜（kannivalism）
  - ギター：圭（kannivalism）
  - ベース：SHUSE（ex.La'cryma Christi）
  - ドラム：川内亨（12012）
5. 愚の消滅
  - 2ndシングルのc/w。
  - ヴォーカル：大佑
  - ギター：中山崇史、冴
  - ベース：万作（boogieman）
  - ドラム：MANJ"（Sel'm）
6. 地下道に流れる、ある独りの男の「悲痛な叫び」にも似たメロディー
  - ヴォーカル：ガラ（MERRY）
  - ギター：須賀勇介（ex.12012）
  - ベース：kazu
  - ドラム：ササブチヒロシ（カッコー）
7. 悲愴
  - ヴォーカル：大佑
  - ギター：藤本泰司（†яi¢к、ex.THE DEAD P☆P STARS）
  - ベース：裕地（kannivalism）
  - ドラム：川内亨
  - コーラス：春（DOG inTheパラレルワールドオーケストラ）
8. 翻弄
  - 1stシングル。
  - ヴォーカル：大佑
  - ギター：健一（MERRY）、中山崇史
  - ベース：愁（ギルガメッシュ）
  - ドラム：樫山圭（ex.MOON CHILD）
9. 独裁者の涙
  - ヴォーカル：逹瑯（ムック）
  - ギター：Karyu（Angelo、ex.D'espairsRay）、準々（DOG in Theパラレルワールドオーケストラ）
  - ベース：Lay（ex.Fatima）
  - ドラム：大佑
  - コーラス：kazu、HIZUMI（ex.D'espairsRay）、MANJ"、椿（Sel'm）、拓磨（Sel'm）、海斗（lam.）、春、ミズキ（DOG inTheパラレルワールドオーケストラ）、メイ（DOG inTheパラレルワールドオーケストラ）、shun（ex.RENTRER EN SOI）、YUKARI、石井利昭、Paul
10. ザッヘル
  - 1stシングルのc/w。
  - ヴォーカル：大佑
  - ギター：椿、中山崇史
  - ベース：kazu
  - ドラム：篤人
11. 葬送
  - ギター：健一、中山崇史
  - ベース：kazu
  - ドラム：篤人
12. 嘘と迷路
  - 配布CD音源。
  - ヴォーカル：大佑
  - ギター：ユアナ（boogieman、ex.蜉蝣）、aie（the studs）
  - ベース：kazu
  - ドラム：静海（ex.蜉蝣）

出典：

## 参加アーティスト

### ヴォーカル
- 大佑：「嫌」、「ピアス」、「愚の消滅」、「悲愴」、「翻弄」、「ザッヘル」、「嘘と迷路」
- 宮脇渉（12012）：「グリード」
- 怜（kannivalism）：「ピアス」
- ガラ（MERRY）：「地下道に流れる、ある独りの男の「悲痛な叫び」にも似たメロディー」
- 逹瑯（ムック）：「独裁者の涙」
- 京（DIR EN GREY）：「葬送」（クレジットはされていない）

### ギター
- ユアナ（boogieman、ex.蜉蝣）：「嘘と迷路」
- aie（the studs）：「嘘と迷路」
- 中山崇史：「嫌」、「愚の消滅」、「翻弄」、「ザッヘル」、「葬送」
- 玲央（lynch.）：「嫌」
- 結生（MERRY）：「グリード」
- 健一（MERRY）：「翻弄」、「葬送」
- 圭（kannivalism）：「ピアス」
- 冴（ex.BABYLON）：「愚の消滅」
- 須賀勇介（ex.12012）：「地下道に流れる、ある独りの男の「悲痛な叫び」にも似たメロディー」
- 藤本泰司（†яi¢к、ex.THE DEAD P☆P STARS）：「悲愴」
- Karyu（Angelo、ex.D'espairsRay）：「独裁者の涙」
- 準々（DOG in Theパラレルワールドオーケストラ）：「独裁者の涙」
- 椿（Sel'm）：「ザッヘル」

### ベース
- kazu（ex.蜉蝣）：「嫌」、「グリード」、「地下道に流れる、ある独りの男の「悲痛な叫び」にも似たメロディー」、「ザッヘル」、「葬送」、「嘘と迷路」
- SHUSE（ex.La'cryma Christi）：「ピアス」
- 万作（boogieman、ex.baroque）：「愚の消滅」
- 裕地（kannivalism）：「悲愴」
- 愁（ギルガメッシュ）：「翻弄」
- Lay（ex.Fatima）：「独裁者の涙」

### ドラム
- 静海（ex.蜉蝣）：「嘘と迷路」
- 大佑：「独裁者の涙」
- 篤人（ex.Sugar）：「嫌」、「ザッヘル」、「葬送」
- ササブチヒロシ（カッコー、ex.Plastic Tree）：「グリード」、「地下道に流れる、ある独りの男の「悲痛な叫び」にも似たメロディー」
- 川内亨（12012）：「ピアス」、「悲愴」
- MANJ"（ex.Sel'm）：「愚の消滅」
- 樫山圭（ex.MOON CHILD）：「翻弄」

### コーラス
- kazu：「独裁者の涙」
- HIZUMI（ex.D'espairsRay）：「独裁者の涙」
- 春（DOG inTheパラレルワールドオーケストラ）：「悲愴」、「独裁者の涙」
- ミズキ（DOG inTheパラレルワールドオーケストラ）：「独裁者の涙」
- メイ（DOG inTheパラレルワールドオーケストラ）：「独裁者の涙」
- MANJ"：「独裁者の涙」
- 椿：「独裁者の涙」
- 拓磨（Sel'm）：「独裁者の涙」
- 海斗（lam.）：「独裁者の涙」
- LUCA：「独裁者の涙」
- shun（ex.RENTRER EN SOI）：「独裁者の涙」
- YUKARI（ex.BAISER）：「独裁者の涙」
- 石井利昭：「独裁者の涙」
- Paul：「独裁者の涙」